# Tughruls torn

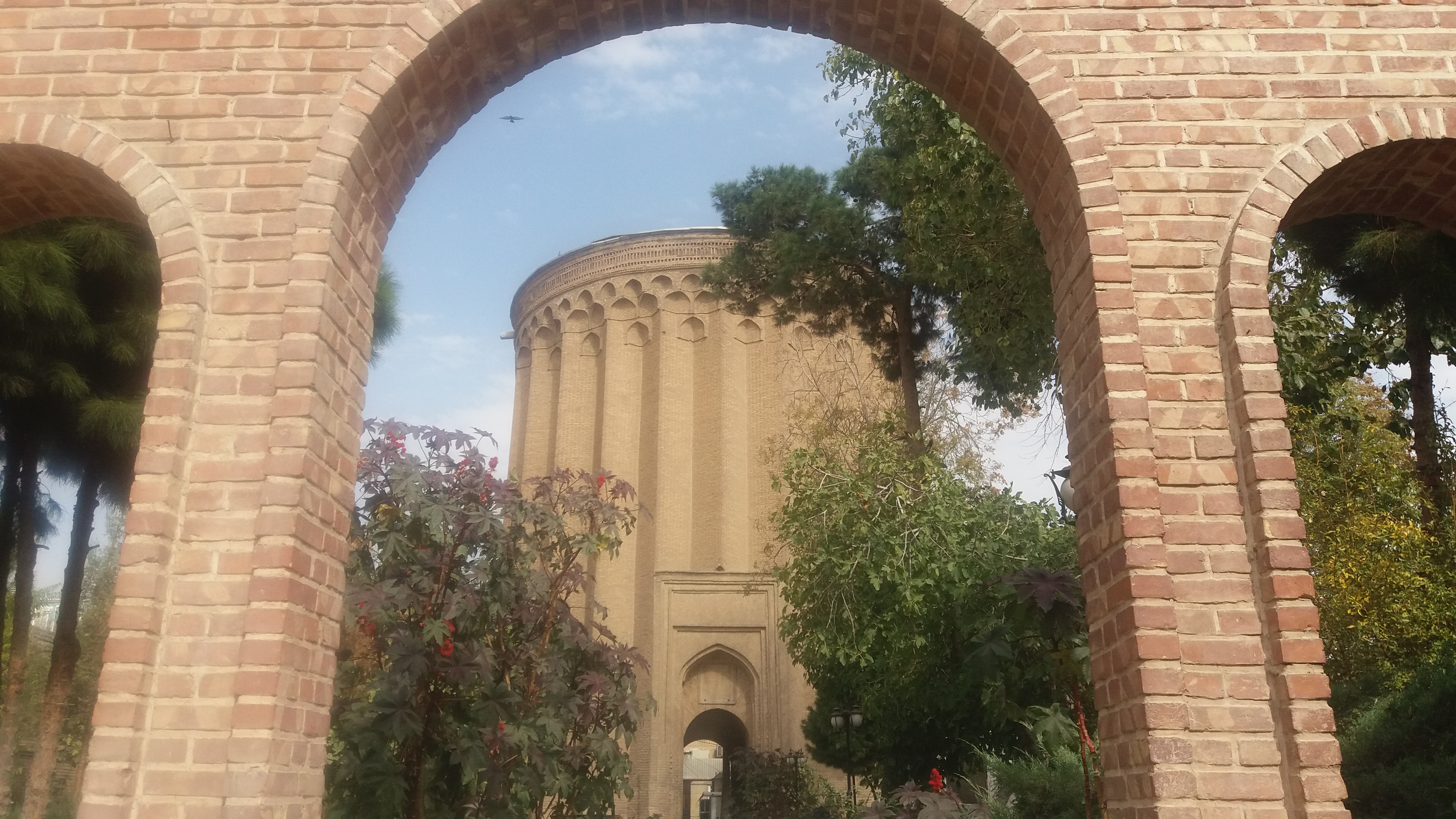
Tughruls torn.

Tughruls torn (persiska: برج طغرل) ligger öster om Ibn Babawayhs mausoleum i Rey i Teheran, och byggdes under seldjukernas tid. Det råder olika åsikter bland experter om vem tornet är ett mausoleum för, men en åsikt är att den tillhör den seldjukiske härskaren Togrul Beg.